# Glacies alpinata
Glacies alpinata  ist ein Schmetterling (Nachtfalter) aus der Familie der Spanner (Geometridae).

## Merkmale

### Falter
Die Flügelspannweite der Falter beträgt etwa 18 bis 24 Millimeter. Vorder- sowie Hinterflügel sind schwarzgrau bis schwarzbraun gefärbt. Das Mittelfeld ist etwas dunkler, durch undeutliche Querlinien begrenzt und mit einem schwarzen Diskalfleck versehen. Die Hinterflügel zeigen nur eine verwaschene oder kaum wahrnehmbare Zeichnung. Am Außenrand sind bei allen Flügeln feine, schwarze Fransen zu erkennen.

### Ähnliche Arten
Bei Glacies noricana schimmert die Zeichnung gelegentlich leicht grünlich, während die Vorderflügel bei Glacies coracina oftmals weißlich überstäubt und außerdem wesentlich kontrastreicher gezeichnet sind.

## Verbreitung und Lebensraum
Die Art kommt in den Hochlagen von Gebirgen vor, so hauptsächlich in den Alpenländern, aber auch in Tschechien, Polen, Rumänien, der Slowakei und der Ukraine. Glacies alpinata steigt bis auf Höhen von 3000 Metern, Hauptlebensraum sind steinige Alpenwiesen und Geröllfeldränder.

## Lebensweise
Die Falter sind tagaktiv und fliegen unruhig im Sonnenschein dicht über dem Boden. Sie ruhen gerne mit flach ausgebreiteten Flügeln auf Steinen und Felsen, wo sie aufgrund ihrer Färbung sehr gut getarnt sind. Hauptflugzeit sind die Monate Juni bis September. Die Raupen ernähren sich von den Blättern verschiedener niedriger Pflanzen und überwintern.

## Gefährdung
In Deutschland kommt Glacies alpinata nur in den bayerischen Alpen vor, hier jedoch gebietsweise zahlreich. Die Art wird deshalb auf der Roten Liste gefährdeter Arten als nicht gefährdet geführt.